# Comunidade internacional
Denomina-se comunidade internacional a associação entre os vários países. O principal objetivo dessa associação é a resposta de um conjunto de países a determinadas situações, como ataques terroristas e decisões políticas de outras nações. O termo pode ser considerado vago e é usado em diversas situações. Pode significar, por exemplo: os países da América do Sul; os líderes europeus; os países do Conselho de Segurança da Organização das Nações Unidas; ou, em um âmbito mais amplo, pode significar os países da Organização das Nações Unidas, ou seja, quase todos os países. Alguns teóricos ainda definem o conceito de forma mais ampla, argumentando que qualquer indivíduo no mundo faz parte da comunidade internacional. Em casos de direitos humanos, é comum os Estados convocarem a iniciativa da comunidade internacional para interpretarem os fatos.